# Linearità (matematica)
In matematica, la linearità è una relazione che intercorre fra due o più enti matematici. Intuitivamente, due quantità sono in relazione lineare se tra loro sussiste una qualche forma di proporzionalità diretta.
Ad esempio, la legge {\displaystyle A=2B} correla linearmente {\displaystyle A} e {\displaystyle B}: se {\displaystyle B} raddoppia, anche {\displaystyle A} raddoppia. Il significato esatto del termine "linearità" dipende tuttavia dal contesto in cui il termine viene adoperato.

## Relazione lineare tra vettori
In algebra, n vettori {\displaystyle \mathbf {v} _{1},\mathbf {v} _{2},\cdots \mathbf {v} _{n}} appartenenti a uno spazio vettoriale definito sul corpo {\displaystyle {\mathcal {K}}} sono linearmente dipendenti se intercorre tra di essi una relazione del tipo:
{\displaystyle a_{1}\mathbf {v} _{1}+a_{2}\mathbf {v} _{2}+\cdots +a_{n}\mathbf {v} _{n}=\mathbf {0} }
dove {\displaystyle a_{1},a_{2},\cdots ,a_{n}\in {\mathcal {K}}} non sono tutti nulli. Se invece l'eguaglianza è soddisfatta solo per {\displaystyle a_{1}=\ldots =a_{n}=0} i vettori sono linearmente indipendenti. Se un vettore {\displaystyle \mathbf {v} } può essere scritto nel modo seguente:
{\displaystyle \mathbf {v} =a_{1}\mathbf {v} _{1}+a_{2}\mathbf {v} _{2}+\cdots +a_{n}\mathbf {v} _{n}}
allora {\displaystyle \mathbf {v} } è una combinazione lineare dei vettori {\displaystyle \mathbf {v} _{1},\mathbf {v} _{2},\cdots \mathbf {v} _{n}}. In particolare, lo spazio {\displaystyle {\mathcal {L}}(\mathbf {v} _{1},\cdots ,\mathbf {v} _{n})} delle combinazioni lineari dei vettori {\displaystyle \mathbf {v} _{1},\cdots ,\mathbf {v} _{n}} prende il nome di sottospazio generato da tali vettori, ed è un sottospazio vettoriale dello spazio di cui questi vettori fanno parte. È immediato dimostrare che un vettore {\displaystyle \mathbf {v} } è combinazione lineare di {\displaystyle \mathbf {v} _{1},\ldots ,\mathbf {v} _{n}} se e solo se i vettori {\displaystyle \mathbf {v} _{1},\ldots ,\mathbf {v} _{n},\mathbf {v} } sono linearmente dipendenti.

## Applicazioni lineari
Un'applicazione {\displaystyle f:V\to W} definita da un {\displaystyle {\mathcal {K}}}-spazio vettoriale {\displaystyle V} a un {\displaystyle {\mathcal {K}}}-spazio {\displaystyle W} è lineare se, per ogni coppia di elementi {\displaystyle x} e {\displaystyle y} appartenenti a {\displaystyle V} su cui agisce la funzione e per ogni coppia di scalari {\displaystyle \lambda } e {\displaystyle \mu } per cui tale funzione può essere moltiplicata, vale la relazione:
{\displaystyle f(\lambda x+\mu y)\,=\lambda f(x)\,+\mu f(y)}
In generale, un'applicazione che preservi le leggi di composizione tra due insiemi dotati della stessa struttura è detto omomorfismo. A seconda della struttura definita su tali insiemi si parla quindi di omomorfismo di gruppi, di anelli, di spazi vettoriali e di algebre.
Una funzione in {\displaystyle n} variabili {\displaystyle f:V_{1}\times \ldots \times V_{n}\to W} (dove i {\displaystyle V_{i}} sono {\displaystyle {\mathcal {K}}}-spazi vettoriali) che sia lineare in tutte le sue variabili:
{\displaystyle f(\mathbf {x} +\mathbf {y} )=f(\mathbf {x} )+f(\mathbf {y} )\qquad \forall \mathbf {x} ,\mathbf {y} \in V_{1}\times \ldots \times V_{n}}
{\displaystyle f(a_{1}x_{1},\ldots ,a_{n}x_{n})=a_{1}\ldots a_{n}f(x_{1},\ldots ,x_{n})\qquad \forall a_{1},\ldots a_{n}\in {\mathcal {K}}}
è detta multilineare. Ad esempio, il prodotto scalare euclideo è una forma bilineare.

## Equazioni lineari

### Equazioni algebriche
Un'equazione algebrica in n incognite {\displaystyle x_{1},x_{2},\cdots ,x_{n}} si dice lineare se è della forma:
{\displaystyle a_{1}x_{1}+a_{2}x_{2}+\cdots +a_{n}x_{n}-b=0}
dove i coefficienti (costanti) {\displaystyle a_{i}} non sono tutti nulli. Equivalentemente, un'equazione algebrica nell'incognita {\displaystyle \mathbf {x} =(x_{1},\cdots ,x_{n})^{T}} è lineare se esistono un vettore {\displaystyle \mathbf {a} =(a_{1},\cdots ,a_{n})^{T}\in {\mathcal {K}}^{n}}, dove {\displaystyle {\mathcal {K}}} è un campo, e un elemento {\displaystyle b\in {\mathcal {K}}} per cui si può scrivere:
{\displaystyle \mathbf {a} \cdot \mathbf {x} =b}
Il simbolo {\displaystyle \cdot } denota il prodotto scalare ordinario definito sullo spazio {\displaystyle {\mathcal {K}}^{n}}.
Un'equazione lineare può ammettere o meno soluzioni a seconda del campo a cui si richiede appartengano le componenti di {\displaystyle \mathbf {x} }. Un'equazione lineare ammette sempre soluzioni nel campo razionale se sono razionali i coefficienti {\displaystyle a_{1},\ldots ,a_{n},b}, o nel campo reale se i coefficienti sono reali. Queste soluzioni si ottengono ponendo a parametro tutte le incognite tranne quella rispetto alla quale si risolve. Ad esempio, se {\displaystyle a_{1}\neq 0} l'equazione di cui sopra ammette l'insieme di soluzioni:
{\displaystyle {\begin{cases}x_{1}=-{\frac {1}{a_{1}}}\left(a_{2}t_{2}+\cdots +a_{n}t_{n}+b\right)\\x_{2}=t_{2}\\\vdots \\x_{n}=t_{n}\end{cases}}}
dove si sono definiti i parametri liberi {\displaystyle t_{i}=x_{i}}.

### Sistemi di equazioni
Un sistema lineare di equazioni algebriche è una collezione di m equazioni lineari, ciascuna nelle n incognite {\displaystyle x_{1},\cdots ,x_{n}}, le cui soluzioni sono soluzioni di tutte le equazioni del sistema. Equivalentemente, l'insieme delle soluzioni del sistema è l'intersezione degli insiemi di soluzioni di tutte le equazioni. A ogni sistema lineare può essere associata una matrice {\displaystyle A} di dimensione {\displaystyle m\times n}, il cui elemento {\displaystyle a_{ij}} rappresenta il coefficiente dell'i-esima equazione nella j-esima incognita. Se allora {\displaystyle \mathbf {x} } è l'n-vettore che ha per componenti le incognite, e {\displaystyle \mathbf {b} } è l'm-vettore dei termini noti, l'intero sistema si può scrivere:
{\displaystyle A\mathbf {x} =\mathbf {b} }
che equivale a:
{\displaystyle \left\{{\begin{matrix}a_{1,1}x_{1}+a_{1,2}x_{2}+\cdots +a_{1,n}x_{n}&=&b_{1}\\a_{2,1}x_{1}+a_{2,2}x_{2}+\cdots +a_{2,n}x_{n}&=&b_{2}\\&\vdots &\\a_{m,1}x_{1}+a_{m,2}x_{2}+\cdots +a_{m,n}x_{n}&=&b_{m}\end{matrix}}\right.}
Un sistema del genere può essere impossibile se non ammette soluzioni, determinato se ammette una e una sola soluzione e indeterminato se ammette più di una soluzione. Se il campo {\displaystyle {\mathcal {K}}} in cui si stanno cercando le incognite ha cardinalità infinita, un sistema indeterminato ammette infinite soluzioni: questo perché l'insieme delle soluzioni di un sistema lineare è un sottospazio affine di {\displaystyle {\mathcal {K}}}. Più precisamente:
{\displaystyle \mathrm {Sol} (A\mathbf {x} =\mathbf {b} )=\mathrm {Sol} (A\mathbf {x} =\mathbf {0} )+\mathbf {b} }
in particolare, lo spazio {\displaystyle \mathrm {Sol} (A\mathbf {x} =\mathbf {0} )} delle soluzioni del sistema omogeneo associato è uno spazio vettoriale, poiché:
{\displaystyle A\mathbf {x} =\mathbf {0} {\mbox{ e }}A\mathbf {y} =\mathbf {0} \ \Rightarrow A(\lambda \mathbf {x} +\mu \mathbf {y} )=\mathbf {0} \qquad \forall \lambda ,\mu \in {\mathcal {K}}}
Esiste un teorema che mette in relazione il rango della matrice {\displaystyle A} con la risolubilità del sistema.

### Equazioni differenziali
Un'equazione differenziale ordinaria è lineare se è della forma:
{\displaystyle a_{n}(x)y^{(n)}(x)+\cdots +a_{1}(x)y^{\prime }(x)+a_{0}(x)y(x)=f(x)}
con qualche {\displaystyle a_{i}\neq 0}.
In questo caso, la linearità dell'equazione si esprime nel fatto che le varie derivate di {\displaystyle y} compaiono tutte al primo grado (o a grado zero). La dicitura "lineare" è motivata dal fatto che l'operatore:
{\displaystyle {\mathfrak {L}}:y\mapsto a_{n}(x)y^{(n)}+\cdots +a_{1}(x)y^{\prime }+a_{0}(x)y}
è lineare, cioè se {\displaystyle y_{1}} è soluzione di {\displaystyle {\mathfrak {L}}(y)=f_{1}(x)} e {\displaystyle y_{2}} è soluzione di {\displaystyle {\mathfrak {L}}(y)=f_{2}(x)} allora {\displaystyle (y_{1}+y_{2})} è soluzione di {\displaystyle {\mathfrak {L}}(y)=f_{1}(x)+f_{2}(x)}. In altri termini, vale la relazione:
{\displaystyle {\mathfrak {L}}(ay_{1}+by_{2})=a{\mathfrak {L}}(y_{1})+b{\mathfrak {L}}(y_{2})\quad \forall a,b\in \mathbb {R} }

## Luoghi geometrici
La rappresentazione cartesiana di un'equazione lineare in n incognite è un iperpiano n-1-dimensionale immerso nell'n-spazio. Ad esempio, l'equazione:
{\displaystyle 3x+8y-2=0}
individua una retta sul piano (x,y), mentre all'equazione:
{\displaystyle x+2y-z+1=0}
corrisponde un piano nello spazio (x,y,z). Queste equazioni sono dette in forma implicita, laddove le corrispettive forme esplicite sarebbero:
{\displaystyle y=-{\frac {3}{8}}x+{\frac {1}{4}}}
rispetto alla coordinata y, e:
{\displaystyle z=x+2y+1}
rispetto alla coordinata z.